# Таштамак
Таштама́к (баш. Таштамаҡ) — деревня в Аургазинском районе Республики Башкортостан России, центр Таштамакского сельсовета.

## Географическое положение
Расстояние до:
- районного центра (Толбазы): 11 км,
- ближайшей железнодорожной станции (Белое Озеро): 41 км.

## Население
| 2002 | 2009 | 2010 |
| ---- | ---- | ---- |
| 594  | ↘570 | ↘561 |

Национальный состав
Согласно переписи 2002 года, преобладающая национальность — чуваши (92 %).

## История
V ревизия 1795 г. еще не знала д. Таштамак, которую еще называли Нижними Турсагали. В 1811 г. показано 120 чувашей-новокрещен в деревне. Следовательно, она возникла между V и VI ревизиями. В 1870 г. 200 человек проживало в 49 дворах. В начале XX века в 60 дворах проживало 430 человек. На реке Турсагали находилось 3 мельницы.
Согласно переписи 1897 года в Таштамаке проживало 621 человек: 307 мужчин и 314 женщин.

## Религия
В селе есть православный храм в честь Св. мученицы Валентины.

## Известные уроженцы
- Сидоров Георгий Маркелович